# Dnepropetrovsk Maniacs
Mit Dnepropetrovsk Maniacs (ukrainisch Дніпропетровські маніяки, Dnipropetrowski manijaky, russisch Днепропетровские маньяки Dnepropetrowskije manjaki) wird in den Medien eine Gruppe von Serienmördern bezeichnet, die im Juni und Juli 2007 in Dnipropetrowsk (Ukraine) 21 Menschen töteten. Der Fall erlangte zusätzliche Bekanntheit durch Videoaufnahmen der Taten, von denen eine im Internet veröffentlicht wurde.
Zwei 19-jährige Einheimische, Wiktor Sajenko (ukr: Віктор Саєнко, rus: Виктор Саенко) und Ihor Suprunjuk (ukr: Ігор Супрунюк, rus: Игорь Супрунюк Igor Suprunjuk) mussten sich für 21 Morde verantworten.
Der dritte Tatverdächtige Oleksandr Hanscha (ukr: Олександр Ганжа, rus: Александр Ганжа/Alexander Ganscha) war an zwei bewaffneten Raubüberfällen beteiligt. Am 11. Februar 2009 wurden alle Angeklagten für schuldig befunden. Suprunjuk und Sajenko wurden zu lebenslanger Haft verurteilt, Hanscha zu neun Jahren. Der Antrag der Anwälte von Suprunjuk und Sajenko auf ein neues Gerichtsverfahren an das Oberste Gericht der Ukraine im November 2009 wurde abgelehnt.

## Vorgänge
Zwei der Jugendlichen gestanden nach ihrer Festnahme, die Morde begangen zu haben, damit sie zeitlebens Erinnerungswürdiges hätten. Der Dritte gestand die Beteiligung an zwei Raubüberfällen. Sie sollen alle aus gut situierten Elternhäusern stammen. Zu den Morden benutzten sie Hämmer und Schraubendreher. In einem nach einem Mord weiter aufgenommenen Video sieht man, wie die Jugendlichen die Mordwerkzeuge zurück in das Auto packen, welches am Waldrand steht. Ein bestimmtes Muster verfolgten die Täter bei den Morden nicht. Die Skrupellosigkeit ging nach Aussagen der Polizei so weit, dass sie eine hochschwangere Frau ermordeten und den Fötus herausschnitten. Bis heute sind einige Details der Hintergründe ungeklärt.

## Künstlerische Rezeption
Die deutsche Band Ost+Front thematisierte den Vorfall in ihrem Lied „Dein Kanal“.